# Maisie Williams
Pour l’article ayant un titre homophone, voir Maizie Williams.
Pour les articles homonymes, voir Williams.
Maisie Williams (/ˈmeɪzi ˈwɪljəms/), née le 15 avril 1997 à Bristol, est une actrice britannique.
Elle est connue pour son interprétation d'Arya Stark dans la série télévisée à succès Game of Thrones.

## Biographie

### Famille

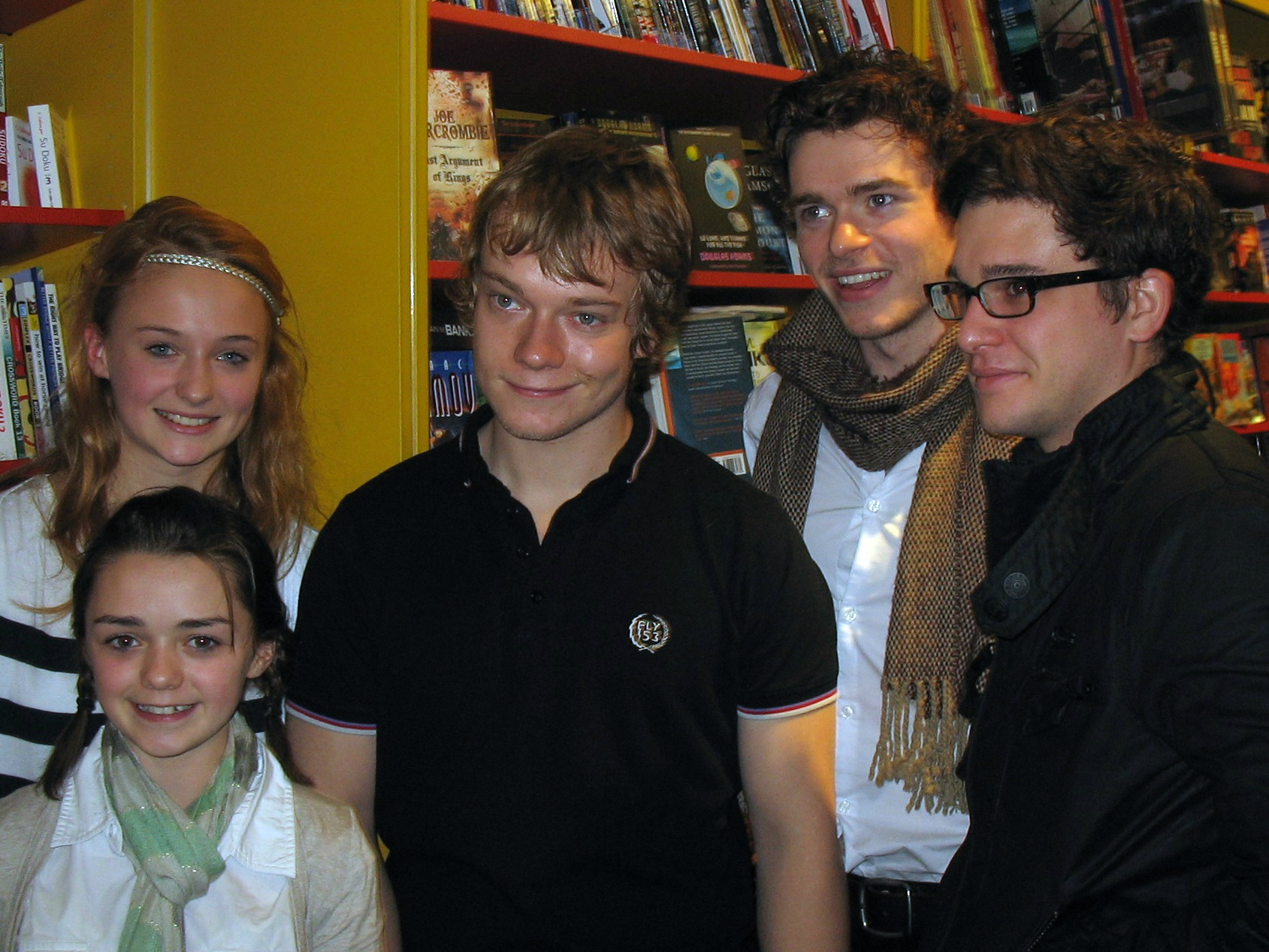
Maisie Williams avec Sophie Turner, Alfie Allen, Richard Madden et Kit Harington en 2009, l'année de tournage de la saison 1 de Game of Thrones.

Née à Bristol en Angleterre le 15 avril 1997, elle a deux frères et une sœur. Elle entre à dix ans dans la Susan Hill's School of Dance.
Après quelques années de pratique, elle vient auditionner à Paris pour Nanny McPhee et le Big Bang mais n'est pas retenue.

### Révélation télévisuelle et progression (années 2010)

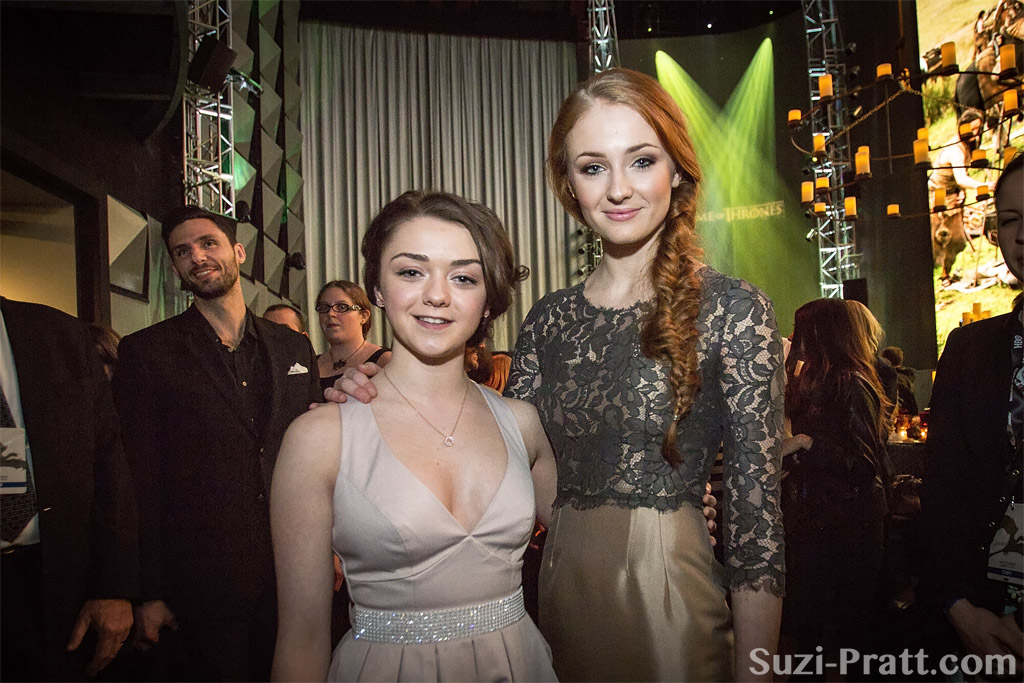
L'actrice aux côtés de Sophie Turner, sa partenaire de Game of Thrones, à la première de la saison 3, en mars 2013.

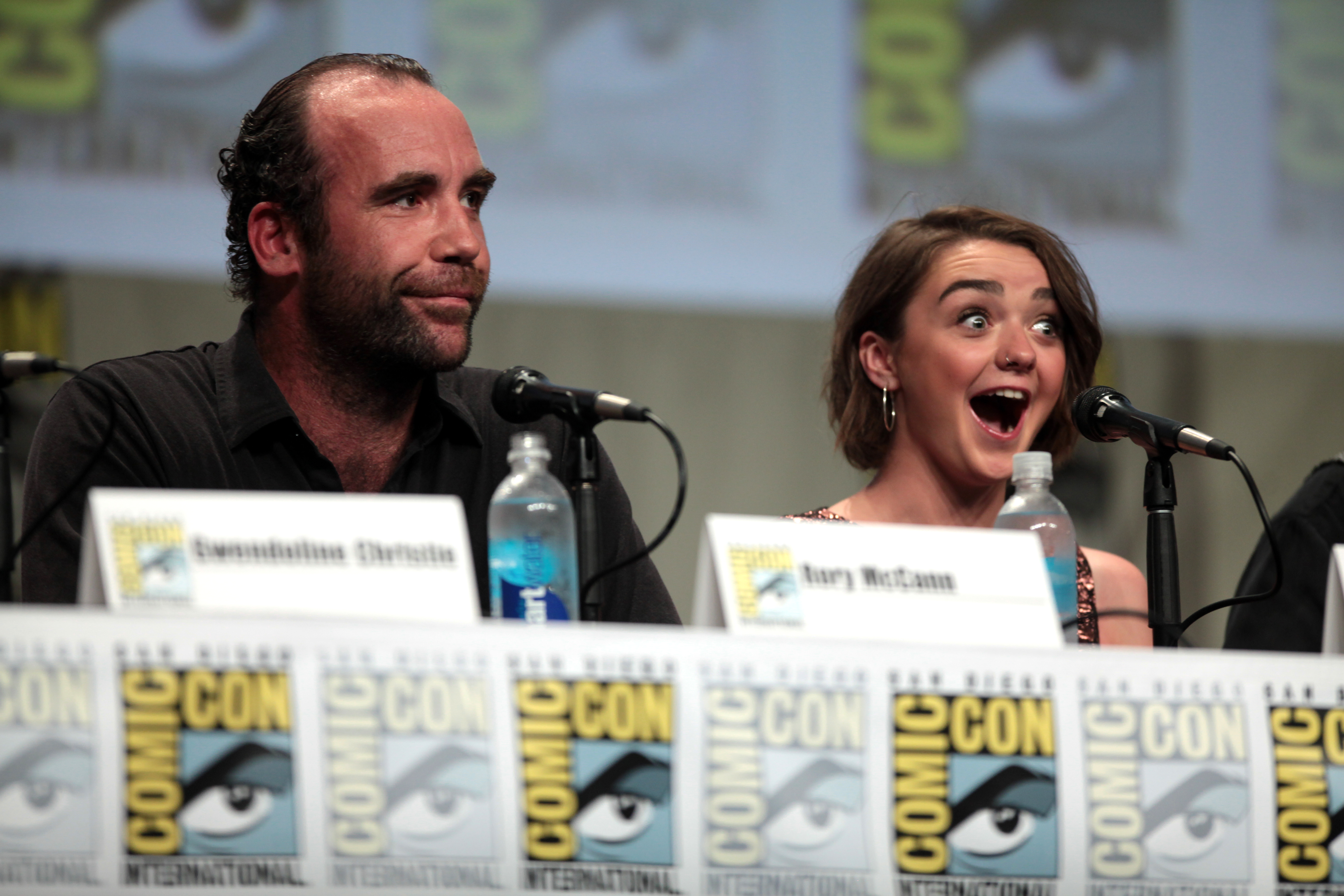
L'actrice aux côtés de son partenaire Rory McCann au San Diego Comic-Con 2014, pour la promotion de la saison 4.

En juin 2009, elle auditionne à Londres pour le rôle d'Arya Stark dans la série Game of Thrones. Après la première audition, elle est retenue pour une deuxième phase où elle doit jouer face à trois actrices différentes qui incarnent le rôle de Sansa Stark. Elle se lie alors d'amitié avec Sophie Turner qui obtient le rôle. La dernière audition se déroule au début du mois d'août en présence notamment du scénariste David Benioff. Ce dernier, après l'audition, demande à la mère de Maisie si elle a lu les livres dont est adaptée la série et si elle sait quel rôle sa fille devra tenir. Elle est finalement retenue pour le rôle.
Alors que la première saison de la série est diffusée par la chaîne HBO, l'actrice tient un second rôle dans la mini-série de la BBC The Secret of Crickley Hall. Mais le succès phénoménal de la série la propulse au cinéma. La comédienne va alors participer à plusieurs longs-métrages entre les tournages de la série.
En 2013, elle est ainsi à l'affiche du thriller d'action Heatstroke, aux côtés de Stephen Dorff et Peter Stormare. En 2014, elle fait partie du casting de la comédie dramatique familiale indépendante Gold, où elle joue l'adolescente Abby, mais surtout, elle partage l'affiche du thriller d'époque The Falling avec Florence Pugh.
L'année suivante, elle revient à la télévision anglaise pour deux projets : d'abord pour tenir le rôle principal d'un téléfilm consacré au cyberharcèlement. Puis, le 31 mars 2015, elle est invitée à participer à quelques épisodes de la saison 9 de la série culte Doctor Who.
En 2016, elle partage l'affiche du drame indépendant The Book of Love avec Jason Sudeikis. En 2017, elle partage l'affiche du long-métrage de science-fiction iBoy, diffusé en exclusivité sur Netflix, avec Bill Milner, puis donne la réplique à Elle Fanning, actrice principale du biopic Mary Shelley. Enfin, en 2018, elle partage l'affiche de la comédie dramatique indépendante La Liste de nos rêves avec Asa Butterfield et Nina Dobrev. Elle est aussi attendue dans sa première superproduction hollywoodienne, Les Nouveaux Mutants, dérivé de la saga X-Men. Le film rencontre des problèmes de post-production, et voit sa sortie repoussée du 13 avril 2018 au 22 février 2019, afin de permettre l'intégration de nouvelles scènes,. En mars 2018, le film est officiellement programmé pour l'été 2019. Cependant, à la suite du rachat du studio Fox par Disney, il est annoncé en mai 2019 que le film est décalé cette fois d'un an, en avril 2020. L'actrice fait part de sa colère en mars 2019, espérant un jour donner la réplique à Sophie Turner, interprète de Jean Grey dans la franchise X-Men.

### Productrice et diversification (depuis 2018)

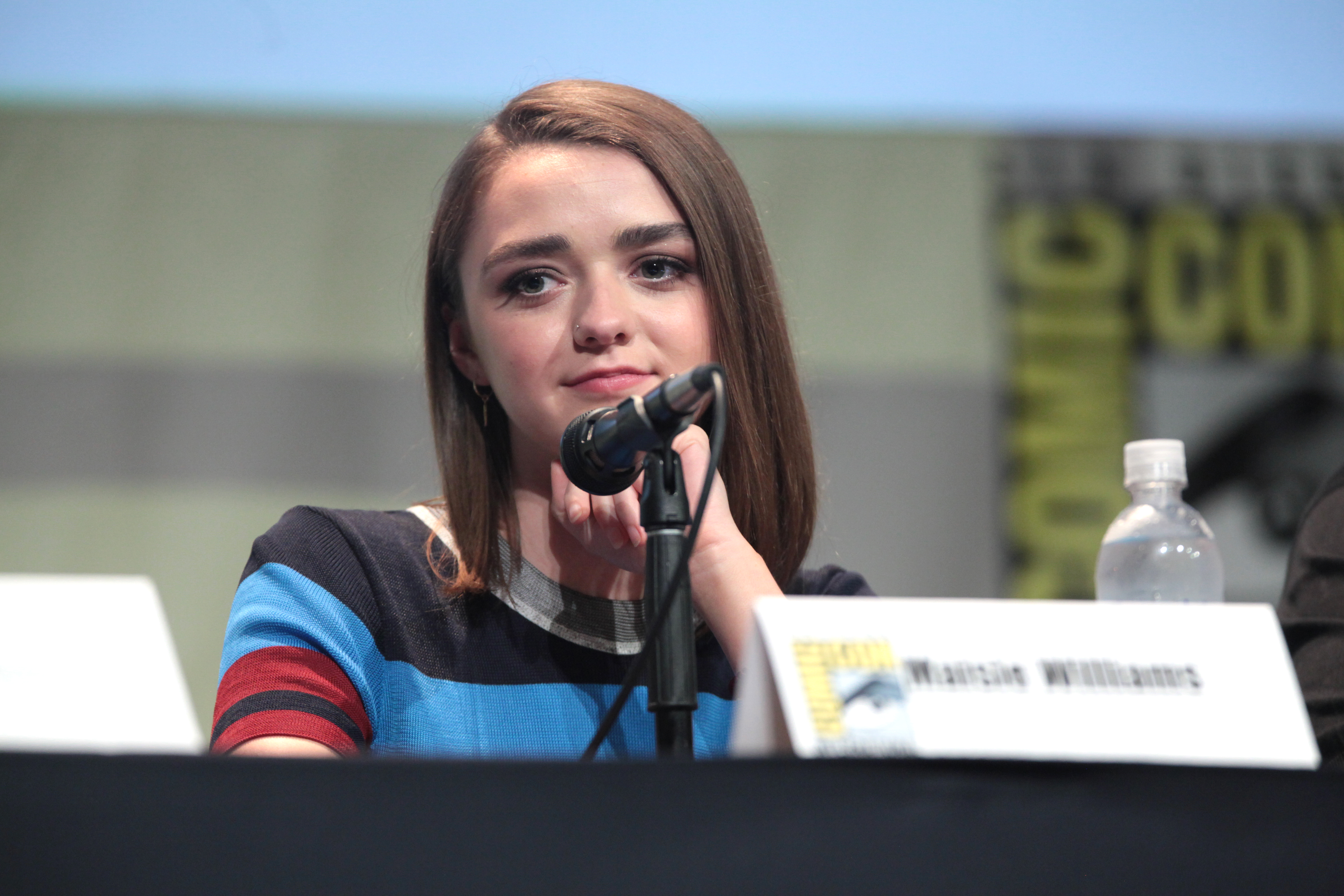
Puis pour la promotion de la saison 5 au San Diego Comic-Con 2015.

En 2018, elle crée, avec le producteur Dom Santry et l'acteur Bill Milner, la société Daisy Chain Productions, dont le but est de développer et promouvoir des courts-métrages britanniques : « Je veux donner l’opportunité à d’autres personnes de faire d’incroyables choses. Beaucoup de membres de ma génération ont du talent mais aucune plateforme »[réf. nécessaire]. Stealing Silver, court-métrage de Mark Lobatto est la première production de la société.
Le 28 juin 2018, il est annoncé que l'actrice jouera dans une pièce théâtrale, écrite par Lauren Gunderson (en) nommée I and You, dont la première représentation aura lieu le 18 octobre 2018, au Hampstead Theatre (en) à Londres.
Le 5 mai 2019, à l'occasion de la présentation de la plateforme Daisie au festival Majestic Casual, Maisie Williams participe à une session d'enregistrement de Galaxies de la chanteuse sud-africaine Alice Phoebe Lou au planétarium Zeiss de Berlin.

## Filmographie

### Cinéma

#### Longs-métrages
- 2013 : Heatstroke : Joe O'Malley
- 2014 : Gold : Abbie McGunn
- 2014 : The Falling : Lydia Lamont
- 2014 : We are Monsters : Lorna Thompson
- 2016 : The Book of Love de Bill Purple : Millie
- 2017 : Mary Shelley d'Haifaa al-Mansour : Isabel Baxter
- 2017 : iBoy de Adam Randall : Lucy
- 2018 : L’Odyssée du Médaillon d’Amaury De Villeneuve d'Antoine Balletier et Rowan Singh : Emily
- 2019 : La Liste de nos rêves de Peter Hutchings : Skye Elizabeth Aitken
- 2020 : Les Nouveaux Mutants (New Mutants) de Josh Boone : Rahne Sinclair / Félina
- 2020 : The Owners de Julius Berg : Mary / Jane

#### Longs-métrages d'animation
- 2018 : Cro Man (Early Man) de Nick Park : Goona[14]

#### Courts-métrages
- 2012 : The olympic ticket scalper de Nick Corirossi et Charles Ingram : Scraggly Sue
- 2013 : Up on the roof de Nour Wazzi : Trish
- 2014 : Corvidae de Tom de Ville : Jay
- 2016 : Regardez d'Eros Vlahos : La femme de ménage
- 2017 : Stealing Silver de Mark Lobatto : Leonie

### Télévision

#### Séries télévisées
- 2011-2019 : Game of Thrones : Arya Stark (59 épisodes)
- 2012 : The Secret of Crickley Hall : Loren Caleigh (3 épisodes)
- 2015 : Doctor Who : Ashildr / Moi (5 épisodes)
- 2020 : Two Weeks to Live : Kim Noakes
- 2022 : Pistol : Pamela Rooke
- 2023 : The New Look de Julia Ducournau : Catherine Dior

#### Téléfilm
- 2015 : Cyberbully (en) : Casey

### Jeux vidéo
- 2022 : MultiVersus : Arya Stark (voix)

### Web-série d'animation
- 2019 : Gen:Lock (en) de Gray Haddock (en) : Cammie MacCloud

### Clip-vidéo
- 2015 : Seafret - Oceans
- 2015 : Pentatonix - Sing (caméo)
- 2015 : The Vamps - Rest Your Love
- 2016 : Gardna X Kreed - Sunday
- 2018 : Freya Ridings - You Mean the World to Me
- 2019 : Alice Phoebe Lou - Galaxies
- 2020 : Madeon - Miracle
- 2023 : Romy - She's On My Mind

## Voix francophones
En France, Maisie Williams est régulièrement doublée par Alice Orsat, qui la double dans Game of Thrones, iBoy, Two Weeks to Live, Pistol et The New Look.

## Distinctions
| Année | Prix                                             | Catégorie                                                                 | Rôle            | Résultat   |
| ----- | ------------------------------------------------ | ------------------------------------------------------------------------- | --------------- | ---------- |
| 2011  | Scream Awards                                    | Meilleure distribution                                                    | Game of Thrones | Nomination |
| 2012  | Portal Awards                                    | Meilleur second rôle féminin – Télévision                                 | Game of Thrones | Lauréat    |
| 2012  | Gold Derby Awards                                | Révélation féminine de l'année                                            | Game of Thrones | Nomination |
| 2012  | Portal Awards                                    | Meilleure jeune actrice                                                   | Game of Thrones | Lauréat    |
| 2012  | Screen Actors Guild Awards                       | Meilleure distribution pour une série dramatique                          | Game of Thrones | Nomination |
| 2012  | SFX Awards                                       | Meilleure actrice                                                         | Game of Thrones | Nomination |
| 2013  | BBC Radio 1 Teen Awards                          | Meilleure actrice britannique                                             | Game of Thrones | Lauréat    |
| 2013  | Young Artist Awards                              | Meilleure performance dans une série télé - catégorie jeune actrice       | Game of Thrones | Nomination |
| 2014  | Online Film & Television Association             | Meilleure actrice dans un second rôle                                     | Game of Thrones | Nomination |
| 2014  | Screen Actors Guild Awards                       | Meilleure distribution pour une série dramatique                          | Game of Thrones | Nomination |
| 2015  | Saturn Awards                                    | Meilleur jeune acteur de télévision                                       | Game of Thrones | Lauréat    |
| 2015  | Screen Actors Guild Awards                       | Meilleure distribution pour une série dramatique                          | Game of Thrones | Nomination |
| 2016  | Saturn Awards                                    | Meilleur jeune acteur de télévision                                       | Game of Thrones | Nomination |
| 2016  | Screen Actors Guild Awards                       | Meilleure distribution pour une série dramatique                          | Game of Thrones | Nomination |
| 2016  | Emmy Awards                                      | Meilleure actrice dans un second rôle dans une série télévisée dramatique | Game of Thrones | Nomination |
| 2017  | Meilleure distribution pour une série dramatique | Nomination                                                                |                 |            |
| 2018  | Meilleure distribution pour une série dramatique | Nomination                                                                |                 |            |
| 2019  | Emmy Awards                                      | Meilleure actrice dans un second rôle dans une série télévisée dramatique | Nomination      |            |
| 2020  | Meilleure distribution pour une série dramatique | Nomination                                                                |                 |            |